# دوقية ميلانو
دوقية ميلانو كانت دولة في شمال إيطاليا من 1395 م إلى 1797 م. وكانت جزءا من الإمبراطورية الرومانية المقدسة بحلول ذلك الوقت كيان مركزي، ويحكمها العديد من السلالات الحاكمة معظمهم من القوى الكبرى من خارج إيطاليا . ورغم اختلاف أراضي الدوقية على مر القرون، كانت تغطي عموما جزء كبير من إقليم لومبارديا، بما في ذلك كل من ميلانو وبافيا المراكز التقليدية لمملكة إيطاليا في القرون الوسطى.شملت أيضا أجزاء من أقاليم بييمونتي، فينيتو، إميليا رومانيا، توسكانا ، بالإضافة إلى كانتون تيسينو و فال ميسولسينا [الإنجليزية] واللتان توجدان اليوم في سويسرا. بارما كانت أيضا جزءا من دوقية ميلانو حتى انقسمت إلى دوقية خاصة بها وذلك في القرن السادس عشر.

## التاريخ

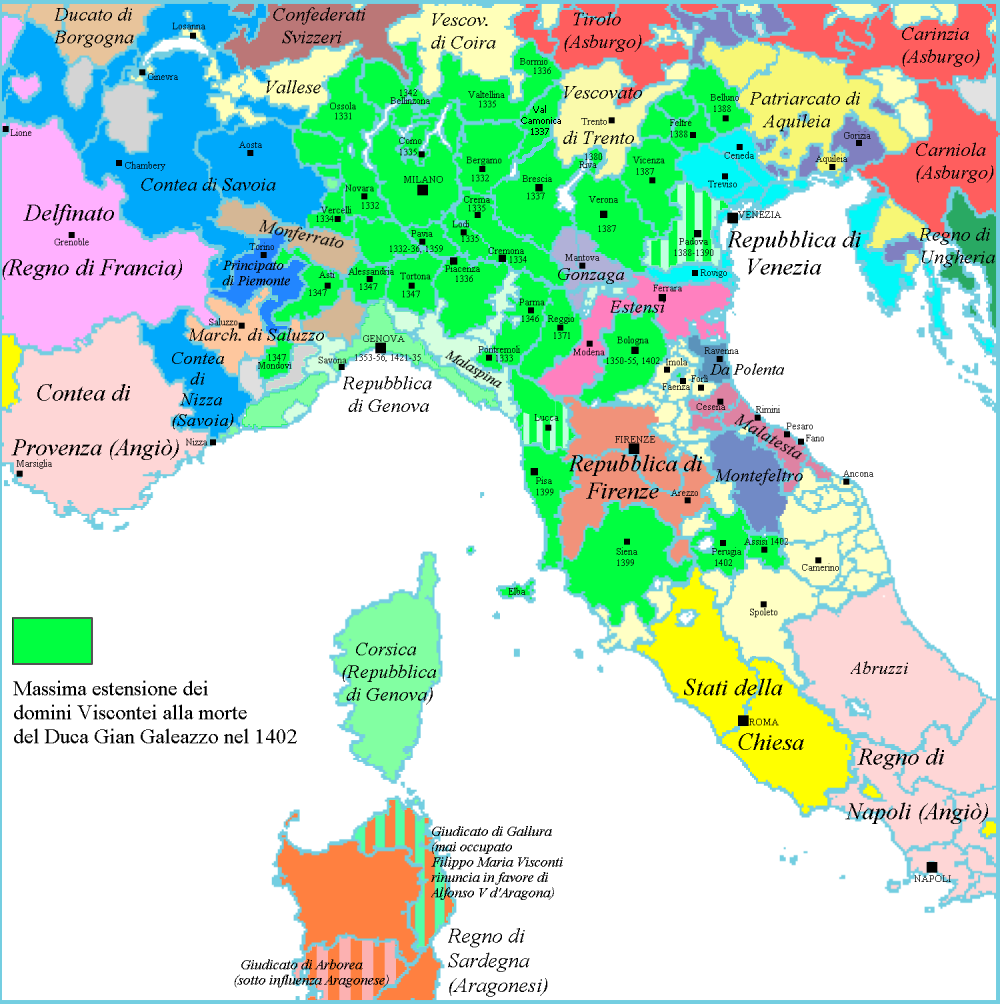
مقاطعات اللون الأخضر تكون "دوقية ميلانو" في عام 1402 م

تم تأسيس الدوقية في عام 1395 من قبل جان غالياتسو فيسكونتي دوق ميلانو الأول. وأعلنت ميلانو جمهورية عندما تم انتهاء وجود أسرة فيسكونتي في عام 1447 م، وعلى الرغم من حقيقة أن دوق أورليانز كان الوريث الشرعي بموجب معاهدة، إلا أن فرانشيسكو سفورزا الذي تزوج الابنة غير الشرعية لفيسكونتي، استولى على ميلان في عام 1450 م ونصب نفسه دوقا.
وفي عام 1498 م كان دوق أورليانز قد أصبح ملك فرنسا وهو لويس الثاني عشر الذي سعى فورا إلى للمطالبة بضم ميلانو. وقد غزاها عام 1499، وسرعان ما أطاح بلودوفيكو سفورزا. استمر الحكم الفرنسي للدوقية حتى 1512م، عندما أطاح بها السويسريون الذين نصبوا ماسيميليانو سفورزا ابن لودفيكو على العرش، إلا أن حكم ماسيميليانو لم يستمر طويلا. حيث كانت فرنسا تحت حكم فرانسوا الأول والذي غزى ميلانو مجددا عام 1515 م وأكد سيطرته عليها بعد معركة ماريجنانو الذي أسر فيها ماسيميليانو. وقد تم طرد الفرنسيين مجددا عام 1521م، ولكن هذه المرة من النمساويين الذين قاموا بتثبيت الشقيق الأصغر لماسيميليانو وهو فرانشيسكو سفورزا الثاني.
وفي أعقاب هزيمة فرنسا الحاسمة في معركة بافيا في عام 1525م، الذي يبدو أنه ترك القوات الإمبراطورية لشارل الخامس المهيمنة في إيطاليا، وانضم فرانشيسكو للكونياك ضد الإمبراطور جنبا إلى جنب مع البندقية وبابا فلورنسا والفرنسيين. و أدى هذا إلى سرعة طرده من ميلانو من قبل القوات الإمبراطورية، ولكنه تمكن من البقاء في السيطرة على عدة مدن أخرى في الدوقية، أعيد مرة أخرى إلى ميلانو نفسها بالسلام المبرمة في كامبراي في عام 1529م.
عندما توفي فرانسيس دون ورثة عام 1535م، برزت مرة أخرى مسألة الخلافة للدوقية بين كل من الإمبراطور وملك فرنسا مما أدى إلى مزيد من الحروب. وفي عام 1545م تم إنشاء دوقية بارما من جزء من دوقية ميلانو الجنوب من نهر بو، بوصفها إقطاعية لابن البابا بولس الثالث الغير الشرعي بيير لويجي فارنيزي، وتركزت على مدينة بارما.
وعقد الإمبراطور الدوقية طوال الفترة واستثمرها في نهاية المطاف لابنه فيليب. وأخيرا اعترف الفرنسيون في معاهدة كاتو- كامبرازي في عام 1559م على أنه تم حيازة الدوقية من قبل إسبانيا.
دوقية ميلانو ظلت في أيدي الإسبان حتى حرب الخلافة الإسبانية في أوائل القرن الثامن عشر عندما غزاها النمساويون. ومن خلال معاهدة بادن [الإنجليزية] والتي أنهت الحرب في عام 1714م وتم التنازل بموجبها عن ميلانو للنمسا. بقيت الدوقية تحت الحكم النمساوي حتى تم السيطرة عليها من قبل الجيش الفرنسي بقيادة نابليون بونابرت في عام 1796م، ورآه الكثير من المتفاؤلين حينها في ذلك الوقت بأنه يمثل رمز لروح الإصلاح الديمقراطي. فتم تنازل النمساويين عن الدوقية بموجب معاهدة فورميو كامبو في عام 1797م، وبذلك شكلت جزءا أساسيا من الجمهورية الألبية الجديدة.
ولكن بعد هزيمة نابليون، ووفقا لمقررات مؤتمر فيينا في 9 حزيران من عام 1815م لم يتم استعادة دوقية ميلانو، ولكن أصبحت جزءا من مملكة لومبارديا فينيشيا، مكونة من الإمبراطورية النمساوية ومع إمبراطور النمسا كملك لها. ولم تعد هذه المملكة موجودة عندما تم ضم الأجزاء المتبقية منها إلى مملكة إيطاليا عام 1866م.